# Редькино (Дзержинский район)
Редькино — деревня в Дзержинском районе Калужской области России. Административный центр сельского поселения «Деревня Редькино».

## География
Расположено недалеко от берегов реки Медынка. Рядом — Грибаново.

## Население
| 2002 | 2010 |
| ---- | ---- |
| 656  | ↗762 |

## История
В 1782 году Реткино было деревней села Карамышево Медынского уезда, графини Екатерины Ивановной Разумовской, на левом берегу реки Машонки у большой дороги из Малоярославца в Калугу.